# ニルス・タヴェルニエ
ニルス・タヴェルニエ(Nils Tavernier 1965年9月1日-)はフランスの俳優、映画監督。父親は映画監督のベルトラン・タヴェルニエ、息子はYordan Tavernier。

## 人物
子役時代からキャリアを積み、1977年にベルトランが監督した『Les Enfants Gâtés』でスクリーンデビュー。俳優として活動したのち、1995年に『Femmes algériennes』で短編映画を撮り、監督業に進出。フランスでテレビ放映される。日本ではパリ・オペラ座の舞台に立つバレリーナ達の裏側を描いたドキュメンタリー映画『エトワール』（2000年）で注目される。

## フィルモグラフィー

### 俳優
- パッション・ベアトリス（1988年）
- 主婦マリーがしたこと（1988年）
- ミナ（1993年）
- ソフィー・マルソーの三銃士（1996年）

### 監督作
- エトワール（2000年）
- オーロラ（2006年）
- グレート デイズ！ 夢に挑んだ父と子（2013年）
- シュヴァルの理想宮 ある郵便配達員の夢（2018年）